# Alexandr Morozevič
Alexandr Sergejevič Morozevič (rusky Алекса́ндр Серге́евич Морозе́вич, v anglickém přepisu Alexander Morozevich, * 18. července 1977) je ruský šachový velmistr. Jeho dosud nejvýše dosažené FIDE ELO činilo 2788, kdy v červenci roku 2008 (spolu s Kramnikem, který měl stejné ELO) obsadil 2. místo v oficiálním žebříčku nejlepších šachistů (dle žebříčku z června 2008) a stal se nejlepším ruským šachistou. Na žebříčku FIDE k říjnu 2015 je na 38. místě.

## Kariéra a výsledky
Svého prvního vítězství v mezinárodním turnaji dosáhl v roce 1994 a to v turnaji Lloyds Bank v Londýně okázalým výsledkem 9,5 bodů z 10 partií. Ve stejném roce dále vyhrál turnaj v Pamploně, kde dosáhl stejného úspěchu ještě v roce 1998.
V roce 1997 se Morozevič účastnil Mistrovství světa FIDE pořádaného KO systémem. V prvním kole vyřadil exmistra světa Smyslova, v druhém kole však podlehl Ollovi. V roce 1999 se účastnil svého prvního superturnaje v Sarajevu a umístil se velmi dobře čtvrtý s bodovým ziskem 5,5 z 9.
Na začátku roku 2000 se zúčastnil superturnaje Corus ve Wijk aan Zee a umístil se pátý, turnaj vyhrál Kasparov před Kramnikem, Anandem a Lekem. Ve stejném roce se účastnil mistrovství světa FIDE pořádaného KO systémem v New Delhi. Byl nasazen přímo do druhého kola, kde porazil Milose poměřem 2:0, ve třetím kole vyřadil Vladimirova 1,5:0,5, ve čtvrtém kole byl však poražen Tkačievem.
V roce 2001 v mistrovství světa hraném v jeho rodné Moskvě vyřadil postupně Zeliavoka, Sasikiriana a Gureviče, sám byl pak vyřazen pozdějším vítězem a mistrem světa Ponomariovem.
V září 2005 hrál Morozevič na Mistrovství světa FIDE v San Luis a umístil se čtvrtý za Topalovem, Anandem a Švidlerem. V prosinci 2006 vyhrál silně obsazený turnaj v Cuidad de Pamplona výsledkem 6 ze 7 a ratingovou performance 2951. O rok později dělil druhé místo společně s Magnusem Carlsenem v superturnaji v Linares za vítězným Anandem.
Jeho výsledek v Saint Luis ho nominoval do přímého postupu o boj o titul mistra světa v roce 2007 v Mexiko City. V turnaji ale dosáhl špatného výsledku a skončil šestý z osmi.Byl však jediným hráčem, kterému se podařilo porazit mistra světa v té době Kramnika (jediná Kramnikova porážka v roce 2007). V lednu 2007 vyhrál Mistrovství Ruska, během turnaje vyhrál šest po sobě následujících partií, což je řídký jev v turnajích této úrovně.
V červnu 2008 vyhrál turnaj v Bosně, když předběhl zbytek pole o 1,5 bodu. V srpnu téhož roku dělil 2.-5. místo na Talově memoriálu, přestože v úvodu turnaje vedl.

## Týmové soutěže
Morozevič dosáhl rovněž úspěchů na poli týmových soutěží. Na šachových olympiádách vyhrál s týmem Ruska zlaté medaile třikrát (1998, 2000, 2002), jednu stříbrnou (2004) a jednu bronzovou (1994). Rovněž vyhrál zlatou medaili v Mistrovství světa družstev roku 2005, ve kterém porazil zástupce čínského týmu v situaci, kdy musel zvítězit. Dále vyhrál dvě zlaté medaile v Mistrovství Evropy družstev v letech 2003 a 2007.

## Herní styl
Morozevič je znám svým užíváním neobvyklých zahájení, například proti dámskému gambitu často hraje málo známou Čigorinovu obranu (1. d4 d5 2. c4 Nc6) nebo Albinův protigambit – na nejvyšší úrovni velmi vzácné zahájení. Je známý svým preferováním kombinačních pozic před jasnými pozicemi. Díky tomuto riskantnímu hernímu stylu, který vede k relativně menšímu počtu remíz než u jiných hráčů je populární u šachových fanoušků.

## Hra naslepo
Morozevič je považovaný za nejlepšího hráče světa ve hře naslepo. Tuto pověst potvrdil každý rok při účasti na turnaji Amber, kde se každoročně účastní turnaje světová špička. Výsledky: 2002 první při skóre 9/11, 2003 dělba druhého místa 7/11, 2004 první se skóre 8.5/11, 2005 dělba druhého místa 6/11, 2006 první s famózním výsledkem 9.5/11, 2007 dělba druhého místa 7/11, 2008 dělba prvního místa 6/11.